# Oskar Morgenstern
Oskar Morgenstern (ur. 24 stycznia 1902 w Görlitz, zm. 26 czerwca 1977 w Princeton) – niemiecki ekonomista.
We współpracy z matematykiem Johnem von Neumannem stworzył podstawy teorii gier i jej zastosowania w ekonomii (zob. teoria oczekiwanej użyteczności).

## Życiorys
Uważa się, że jego matka była nieślubną córką cesarza Fryderyka III Hohenzollerna. Morgenstern dorastał w Wiedniu, gdzie później uczęszczał na studia. 
W 1925 obronił doktorat z politologii na Uniwersytecie Wiedeńskim. W latach 1925–1928 był stypendystą Fundacji Rockefellera. Po powrocie w 1928 został profesorem ekonomii na Uniwersytecie Wiedeńskim i pracował tam aż do wizyty w Princeton w 1938.
W 1935 Morgenstern opublikował artykuł Perfect Foresight and Economic Equilibrium, po prezentacji którego jego przyjaciel, Eduard Čech, pokazał mu publikację Johna von Neumanna: Zur Theorie der Gesellschaftsspiele (1928). Podczas wizyty Morgensterna na Uniwersytecie w Princeton (1938) Niemcy, pod wodzą Adolfa Hitlera, zajęły Wiedeń (zob. Anschluss), co skłoniło ekonomistę do pozostania w Stanach Zjednoczonych. Ostatecznie trafił on do Instytutu Studiów Zaawansowanych, gdzie spotkał węgierskiego matematyka Johna von Neumanna, z którym pracował wspólnie nad pracą Theory of Games and Economic Behavior. Dokument ten, opublikowany w 1944, jest uważany za pierwszą publikację dotyczącą teorii gier.
Współpraca Johna von Neumanna i Oskara Morgensterna doprowadziła do narodzin zupełnie nowych obszarów badań zarówno w matematyce, jak i w ekonomii. Te zainteresowały szerokie grono akademickie i biznesowe. W 1944 Morgenstern otrzymał obywatelstwo amerykańskie, a 4 lata później ożenił się z Dorothy Young. Morgenstern pracował jako profesor ekonomii na Uniwersytecie w Princeton aż do przejścia na emeryturę w 1970, kiedy to dołączył do grona naukowców Uniwersytetu Nowojorskiego. Morgenstern jest autorem wielu książek i artykułów, m.in. On the Accuracy of Economic Observations oraz Predictability of Stock Market Prices, którą napisał wraz z noblistą Clive’em Grangerem.
Archiwum jego prac znajduje się na Uniwersytecie Duke’a.